# Michael Worth
Michael Troy Worth (* 13. Januar 1965 in Philadelphia, Pennsylvania) ist ein US-amerikanischer Schauspieler. Bekanntheit erlangte er als Schauspieler durch seine Martial-Arts-Kämpfe in verschiedenen Actionfilmen und Serien.

## Leben
Michael Worth hat deutsche und indianische Wurzeln. Er wuchs in der Chesapeake Bay auf, bevor seine Eltern mit ihm nach Nordkalifornien zogen. Bereits im Alter von 10 Jahren drehte Worth seinen ersten Kurzfilm, der mit einer Super-8-Kamera aufgenommen wurde, die er von seiner Mutter geschenkt bekommen hatte.
Im Teenageralter machte er weitere Kurzfilme und hatte erste kleine Rollen in Filmen und Fernsehserien, wie 1985 in Zeit der Vergeltung. Als Erwachsener zog er nach Los Angeles und lebte ein halbes Jahr mit seinem Hund in seinem Lastwagen. Um Geld zu verdienen, arbeitete er in allen möglichen Jobs, z. B. auf dem Bau.
Seine erste größere Rolle bekam Worth 1991 im Actionfilm Final Impact, der innerhalb von 18 Tagen gedreht wurde. Er spielte einen jungen Kampfsportler, der von Lorenzo Lamas trainiert wird. Das Magazin Variety bezeichnete ihn daraufhin als „vielversprechenden Nachwuchskünstler“. Danach agierte er in einigen Low-Budget-Filmen, wie 1993 im Martial-Arts-Film Karate Tiger 7 neben Martin Kove, bevor er eine der Hauptrollen in der Actionserie Acapulco H.E.A.T. bekam, durch die er größere Bekanntheit erlangte. 1995 war er für die Rolle des Robin in der Comicverfilmung Batman Forever im Gespräch, die letztendlich allerdings an Chris O’Donnell ging.
2003 war Worth das erste Mal als Autor tätig, im Kinofilm Ghost Rock, in dem er eine der Hauptrollen spielte. Für den Film Killing Cupid von 2005 schrieb er das Drehbuch, führte Regie und spielte die Titelrolle. Im Jahr 2008 verfasste er das Drehbuch zu God’s Ears. Seine Premiere hatte der Film hatte beim Method Fest Independent Film Festival. Worth spielte die Hauptrolle als autistischer Boxer, der sich in eine Erotiktänzerin verliebt. Er gewann in zwei Kategorien des New York VisionFests.
Worth hat einen schwarzen Gürtel in Tang Soo Do. Er war Ende der 1990er Jahre mit dem Model Erika Nann verheiratet, davor hatte er eine kurze Beziehung mit seiner Schauspielkollegin Alison Armitage, die er bei Acapulco H.E.A.T. kennen lernte.

## Filmografie (Auswahl)

### Als Schauspieler
- 1985: Zeit der Vergeltung (The Legend of Billie Jean)
- 1987: Teenwolf II (Teen Wolf Too)
- 1992: Final Impact
- 1992: Street Impact
- 1993: Karate Tiger 7 (To Be the Best)
- 1993–1994, 1998–1999: Acapulco H.E.A.T. (Fernsehserie, 48 Folgen)
- 1995: Nachtschicht mit John (The John Larroquette Show, Sitcom, Folge 2x15)
- 1995: Heißes Pflaster Hawaii (Marker, Fernsehserie, Folge 1x06)
- 1995: Fists of Iron
- 1995: Diagnose: Mord (Diagnosis: Murderer, Fernsehserie, Folge 3x03)
- 1997: Sue – Eine Frau in New York (Sue)
- 1997: Susan (Suddenly Susan, Fernsehserie, Folge 2x10)
- 1998: Conan, der Abenteurer (Conan the Adventurer, Fernsehserie, Folge 1x12)
- 1998: Pacific Blue – Die Strandpolizei (Pacific Blue, Fernsehserie, Folge 4x05)
- 1999: The Storytellers
- 1999: The Contract
- 2001: U.S. Seals II
- 2002: Essence of Echoes
- 2003: Ghost Rock
- 2005: King of Queens (Fernsehserie, Folge 7x19)
- 2005: Killing Cupid
- 2005: The Closer (Fernsehserie, Folge 1x07)
- 2006: Sasquatch Mountain
- 2006: The Unit – Eine Frage der Ehre (The Unit, Fernsehserie, Folge 2x11)
- 2008: God’s Ears
- 2009: War Wolves
- 2009: Desperate Housewives (Fernsehserie, Folge 6x09)
- 2011: Fort McCoy
- 2011: CSI: NY (Fernsehserie, Folge 7x21)
- 2011: Girls! Girls! Girls!
- 2012: West of Thunder
- 2013: Jurassic Attack
- 2014: Film: The Movie
- 2015: Seeking Dolly Parton
- 2016: Catfish Blues
- 2017: Broken Memories
- 2018: Lafayette
- 2019: Apple Seed
- 2020: Gunfight at Silver Creek

### Weitere Aktivitäten
- 2003: Ghost Rock (Autor)
- 2005: The Nowhere Man (Produzent)
- 2005: Killing Cupid (Regie, Autor)
- 2008: God’s Ears (Regie, Autor)
- 2008: Dual (Autor, Produzent)
- 2009: War Wolves (Regie, Autor)
- 2015: Seeking Dolly Parton (Regie, Autor, Produzent)
- 2016: Catfish Blues (Autor, Produzent)
- 2017: Broken Memories (Regie)
- 2019: Apple Seed (Regie, Autor, Produzent)